# Regierungsbezirk (Großherzogtum Hessen)
Ein Regierungsbezirk war im Großherzogtum Hessen von 1848 bis 1852 die Bezeichnung für die Verwaltungsebene zwischen der Staatsregierung und den Gemeinden.

## Geschichte
Die Revolution von 1848 im Großherzogtum Hessen führte auch zu einer Verwaltungsreform, weil die bis dahin bestehenden mittleren Verwaltungsebenen, Kreis und Provinz, von den Bürgern in erster Linie als Instrumente staatlicher Unterdrückung wahrgenommen wurden. Diese wurden, ebenso wie die in einigen standesherrlichen Gebieten noch bestehenden Landratsbezirke, abgeschafft und durch zehn Regierungsbezirke (ab 1850: elf) ersetzt. Die neue Struktur trat zum 21. August 1848 in Kraft.
Nach dem Sieg der Reaktion wurden die Regierungsbezirke 1852 wieder abgeschafft, die vorrevolutionäre Struktur mit Provinzen und Kreisen unter einigen Modifikationen wieder hergestellt.

## Arbeitsweise
Die neuen Regierungsbezirke wiesen zwei grundsätzliche Unterschiede zu den bis dahin bestehenden Kreisen und Provinzen auf:
- Die Verwaltungsspitze entschied in wichtigen Angelegenheiten als Gremium.[5]
- Der Verwaltungsspitze wurde eine Vertretung der Bürger an die Seite gestellt, der Bezirksrat.[6]

Die „Regierungskommission“ musste in den zentralen Angelegenheiten mit mindestens drei Personen und inhaltlich dann immer als Kollektiv entscheiden. Einem Mitglied wurde der Vorsitz übertragen, das dann die Aufgaben des Behördenleiters übernahm.

## Übersicht
| Regierungsbezirk | Ehemalige Provinz | Zusammensetzung                                                                                          | Anmerkung |
| ---------------- | ----------------- | --- | --- |
| Alsfeld          | Oberhessen        | Kreis Alsfeld Landratsbezirk Lauterbach (quasi standesherrlich) Kreis Grünberg (anteilig)                | |
| Biedenkopf       | Oberhessen        | Landkreis Biedenkopf                                                                                     | |
| Darmstadt        | Starkenburg       | Kreis Darmstadt Kreis Groß-Gerau Kreis Offenbach (anteilig)                                              | |
| Dieburg          | Starkenburg       | Kreis Dieburg Kreis Bensheim (anteilig) Kreis Darmstadt (anteilig) Kreis Offenbach (anteilig)            | |
| Erbach           | Starkenburg       | Landratsbezirk Breuberg (standesherrlich) Landratsbezirk Erbach (standesherrlich) Landratsbezirk Wimpfen | |
| Friedberg        | Oberhessen        | Kreis Friedberg Landratsbezirk Hungen (standesherrlich, anteilig)                                        | |
| Gießen           | Oberhessen        | Stadt Gießen Kreis Gießen Kreis Grünberg (anteilig)                                                      | |
| Heppenheim       | Starkenburg       | Kreis Bensheim Kreis Heppenheim                                                                          | |
| Mainz            | Rheinhessen       | Provinz Rheinhessen                                                                                      | 1850 wurden die ehemaligen Kreise Alzey und Worms ausgegliedert und bildeten den eigenständigen Regierungsbezirk Worms. |
| Nidda            | Oberhessen        | Landratsbezirk Büdingen (standesherrlich) Grünberg (anteilig) Nidda (anteilig)                           | |
| Worms            | Rheinhessen       | Kreis Alzey Kreis Worms                                                                                  | 1850 aus dem Regierungsbezirk Mainz nachträglich ausgegliedert.                                                         |